# ゼロカルカーレ
ゼロカルカーレ（Zerocalcare, 1983年 -）は、イタリアの漫画家。本名はミケーレ・レック（Michele Rech）。

## 略歴
トスカーナ州のコルトーナに生まれ、幼少期をフランスで暮らしたのちにローマ北東のレビッビアに移住する。ペンネームのゼロカルカーレとは、イタリア語で「水垢ゼロ」を意味する。由来はテレビCMであり、ネットのフォーラム用のハンドルネームを決める時に流れていたCMのキャッチフレーズだった。
ゼロカルカーレの作家デビューには、2001年のジェノヴァ・サミットが大きな影響を与えた。10万人から20万人といわれる人々がサミット反対デモでジェノヴァに集まり、23歳のデモ参加者がカラビニエリに射殺された。当時17歳でデモに参加していたゼロカルカーレは、サミットの経験をもとに「法廷に立つ俺たちの物語 (La nostra storia alla sbarra)」（2002年）を発表し、社会運動に参加する漫画家としての活動を始める。

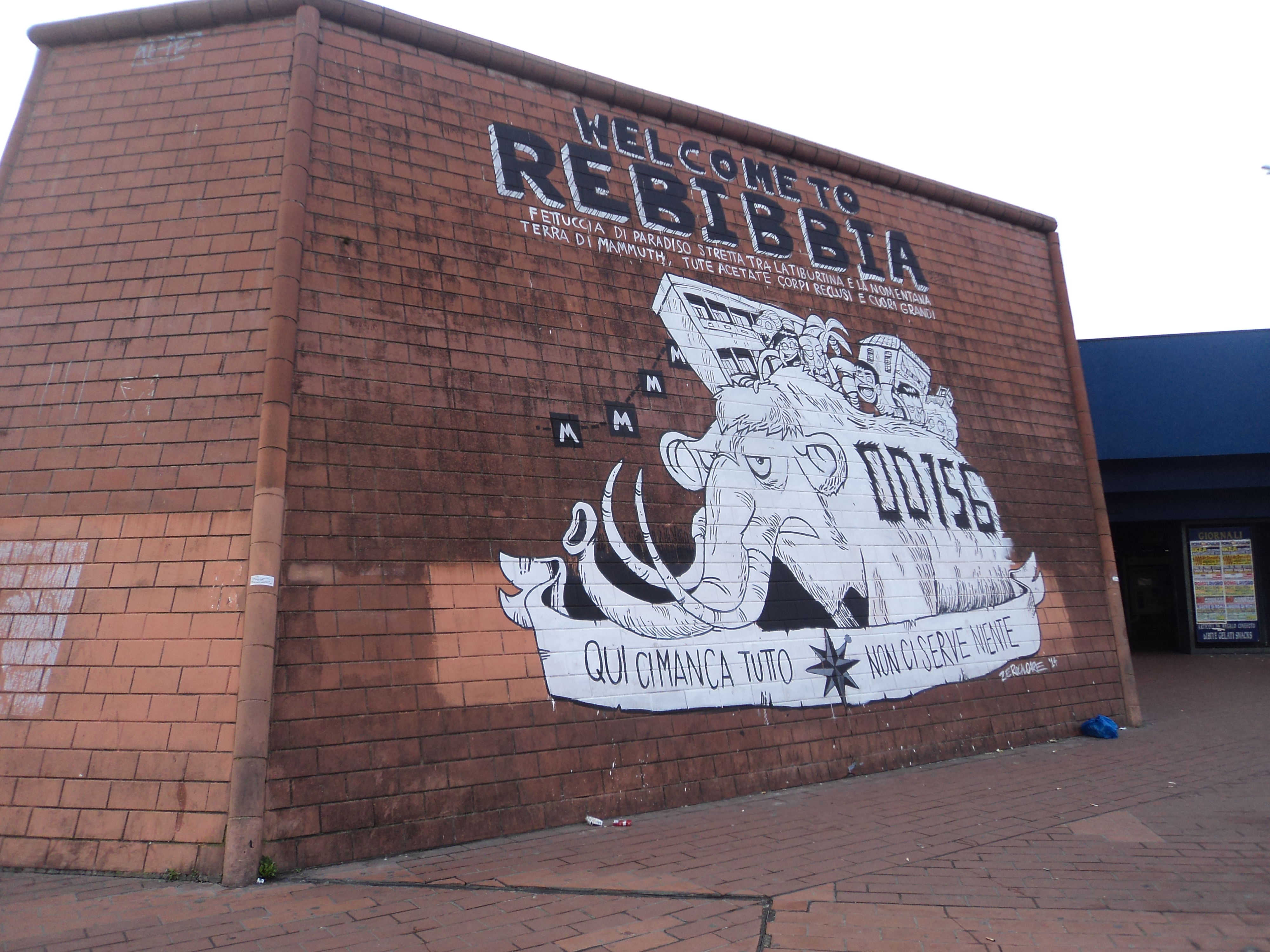
レビッビア駅に描かれたゼロカルカーレの壁画

パンク・ロックやハードコア・パンクに親しみ、2000年代半ばからはローマを中心とするチェントロ・ソチャーレに関わった。チェントロ・ソチャーレとは、日本語で社会センターとも呼ばれ、空き家や跡地などをスクウォッターとして自主管理する空間を指す。その場所でゼロカルカーレはアンダーグラウンドなイベント告知用のポスターなどを多数制作した。2011年に漫画家のマッコックスのすすめで、ウェブに発表していた作品を作品集としてまとめる。これが『アルマジロの予言』（2011年）で、ゼロカルカーレの 内面の一部でもあるアルマジロが登場し、作者の日常とアルマジロとの対話が描かれている。同作品は2018年にイタリアで映画化され、日本ではイタリア映画祭2019で上映された。『アルマジロの予言』から自伝的な作品の発表を続け、単行本5作目の『わたしの名は忘れて』（2014年）は、漫画でありながらイタリアの文学賞ストレーガ賞のセミファイナリストにノミネートされて大きな賛否を呼んだ。最終選考には残らなかったが、高校生が投票するヤング部門では2位となった。このノミネートはゼロカルカーレの名が広く知られるきっかけとなった。
2014年にはチェントロ・ソチャーレの仲間の誘いがきっかけで、シリア内戦下のシリアとトルコの国境へ向かい、クルド人を支援する活動に参加した。当時はコバニ包囲戦でクルド女性防衛部隊（YPJ）やクルド人民防衛隊（YPG）がISILに抵抗を続けており、ゼロカルカーレたちはコバニに近いトルコ側のマーテル村で活動をした。2015年にはシリア北部の自治区であるロジャヴァに向かい、クルドがISILに勝利した後のコバニを訪ね、YPJの司令官ナスリン・アブダラをはじめとする人々と交流した。ゼロカルカーレはこれらの体験をイタリアの雑誌「インテルナツィオナーレ」にルポルタージュの漫画として発表し、大きな注目を集めた。ルポをまとめた単行本として『コバニ・コーリング』（2016年）が刊行されるとイタリアで12万部以上のヒットとなり、8ヶ国語に翻訳された。同作品は2017年にはナポリ・コミコンでアッティリオ・ミケルッツィ賞も受賞している。ゼロカルカーレはクルドへの支援を続け、2016年にはトルコの兵器売却を批判するキャンペーンポスター、2018年にトルコ軍のアフリーンへの侵攻を批判するイラストを制作した。『コバニ・コーリング』の2020年版では、アメリカ軍のシリア撤退やトルコ軍のロジャヴァ侵攻、そして各国の無関心を批判した。事態の悪化を懸念しつつ、クルドへの支持を表明している。
2020年からは、イタリアにおけるコロナ禍の生活を題材としたアニメーションも自主制作し、テレビ番組「プロパガンダ」で人気を集めている。ゼロカルカーレの作品では漫画、アニメ、ゲームについて多数触れられており、日本の作品も多い。自身の作画については『ドラゴンボール』の影響が最も大きいと語っている。
2021年には、監督・脚本・主演を務めたアニメーションシリーズ『点線に沿って切り取る』がNetflixでリリースされ、2023年にはセカンドシリーズ『世界は僕を切り裂けない』が同じくNetflixでリリースされた。

## 主な著作
- La nostra storia alla sbarra, 2002. （『法廷に立つ俺たちの物語』）
- La profezia dell'armadillo, Edizioni Graficart, 2011. （『アルマジロの予言』）
- La profezia dell'armadillo - colore 8 bit, BAO Publishing, 2012.
- Un polpo alla gola, BAO Publishing, 2012.
- Ogni maledetto lunedì su due, BAO Publishing, 2013.
- Dodici, BAO Publishing, 2013.
- Dimentica il mio nome, BAO Publishing, 2014. （『わたしの名前は忘れて』）
- Kobane Calling, Internazionale n. 1085, 2015.
- L'elenco telefonico degli accolli, BAO Publishing, 2015.
- La città del decoro (Città dei Puffi), La Repubblica, 2015.
- Ferro e piume, Internazionale n. 1122, 2015.
- Kobane Calling, BAO Publishing, 2016.

栗原俊秀訳『コバニ・コーリング』 花伝社, 2020年
- Groviglio, La Repubblica, 24 December 2016.
- Così passi dalla parte del torto, Einaudi, 2016.
- Macerie prime, BAO Publishing, 2017.
- Macerie Prime sei mesi dopo, BAO Publishing, 2018.
- Educazione subatomica, CNR Edizioni, 2018.
- Questa non è una partita a bocce, L'Espresso, 2018.
- C'è un quartiere che resiste, Internazionale, 2019.
- Macelli, Internazionale, 2019.
- La scuola di pizze in faccia del professor Calcare, BAO Publishing, 2019.
- Scheletri, BAO Publishing, 2020.
- A babbo morto. Una storia di Natale, BAO publishing, 2020.
- Romanzo sanitario, L'Espresso, 2021.
- La dittatura immaginaria, Internazionale, 2021.
- Etichette, Internazionale, 2021.
- Strappare lungo i bordi, Netflix, 2021.
- Niente di nuovo sul fronte di Rebibbia, BAO Publishing, 2021.